# Младен I Шубич
Младен I Шубич (хорв. Mladen I Šubić; *д/н — †1304) — бан Боснії у 1299—1302 роках (номінально) та в 1302—1304 роках (фактично).

## Життєпис
Походив із впливового хорватського роду Шубичів із Далмації. Син Стефана II (Степко) Шубича, графа Трогіра. Мати, ймовірно, походила з угорської королівської династії Арпад. Про його дату і місце народження відомості відсутні. Допомагав старшому братові Павлу Шубичу в підкоренні Далмації.
У 1293 році Младена брат призначив комісаром (намісником) Спліта й комендантом фортеці Кліс поблизу цього міста. 1299 року Павло Шубич проголосив себе володарем Боснії і надав Младену титул бана Боснії. Втім Младену Шубичу довелося до 1302 року боротися проти Стефан Котромана. Зрештою Младен зумів підпорядкувати собі майже всю Боснію.
Після цього розпочалося переслідування богомилів і поширення католицтва, що перетворилося у боротьбу за владу та релігійну війну. Прихильники богомильства відчайдушно підтримали Стефана Котромана. У 1304 році Младен Шубич загинув у боротьбі з ворогами. Замість нього владу над Боснією перебрав Павло Шубич.